# Beautheil
Beautheil är en kommun i departementet Seine-et-Marne i regionen Île-de-France i norra Frankrike. Kommunen ligger i kantonen Coulommiers som tillhör arrondissementet Meaux. År 2018 hade Beautheil 663 invånare.

## Befolkningsutveckling
Antalet invånare i kommunen Beautheil
| Referens: INSEE |